# 托里迪佩德拉
托里迪佩德拉是巴西圣保罗州的一个市镇。总面积71.303平方公里，总人口2815人，人口密度39.5人/平方公里。